# Platycoelostoma compressa
Platycoelostoma compressa är en insektsart som först beskrevs av William Miles Maskell 1892.  Platycoelostoma compressa ingår i släktet Platycoelostoma och familjen pärlsköldlöss. Inga underarter finns listade i Catalogue of Life.